# Carmen Leyte
María del Carmen Leyte Coello, née le 3 décembre 1953, est une femme politique espagnole membre du Parti populaire (PP).

## Biographie

### Vie privée
Elle est mariée et mère d'une fille et un fils.

### Profession
Elle est titulaire d'une licence en médecine et chirurgie. Elle est médecin.

### Activités politiques
Elle est élue maire de Cartelle lors des élections municipales de 1991. Elle est membre de la junte directive du Parti populaire de Galice.
Le 9 mars 2008, elle est élue sénatrice pour Ourense au Sénat et réélue ensuite.